# Attacco al potere - Paris Has Fallen
Attacco al potere - Paris Has Fallen (Paris Has Fallen) è una miniserie televisiva britannica del 2024 ideata da Howard Overman e ambientata nell'universo dei film Attacco al potere in cui si verifica una serie di attacchi terroristici a Parigi.

## Trama
Jacob Pearce, ex soldato della Legione straniera francese, organizza una serie di attacchi terroristici a Parigi per vendicarsi del governo francese. L'uomo, che era stato inviato in missione in Afghanistan, era stato abbandonato sul posto e catturato dai talebani con la sua squadra. Dopo essere stato torturato dai talebani per diversi anni ed essere riuscito a fuggire, aveva trovato una famiglia in Pakistan, che però era stata uccisa durante l'esplosione dell'auto di Pearce. L'attentato, autorizzato dalla Presidente della Repubblica, era rivolto ad uccidere lo stesso Pearce.
Pearce, durante una festa, si traveste ed uccide il ministro della difesa Philippe Bardin. Sul luogo si trova l'agente dell'MI6 Zara Taylor, che viene coinvolta nelle indagini riguardanti la catena di omicidi organizzati da Pearce insieme all'agente dei servizi segreti francesi Vincent Taleb, il quale ha una relazione con la Presidente, anche essa nel mirino di Pearce che, pur di farle confessare il suo coinvolgimento, la ricatta con la minaccia di fare esplodere un'atomica nel centro della città.